# Сторнара
Сторнара (итал. Stornara) је насеље у Италији у округу Фођа, региону Апулија.
Према процени из 2011. у насељу је живело 5144 становника. Насеље се налази на надморској висини од 108 м.

## Становништво
Према резултатима пописа становништва 2011. у општини је живело 5.306 становника.
| 1931. | 1936. | 1951. | 1961. | 1971. | 1981. | 1991. | 2001. | 2011. |
| ----- | ----- | ----- | ----- | ----- | ----- | ----- | ----- | ----- |
| 2.461 | 2.534 | 3.579 | 3.548 | 3.686 | 4.010 | 4.771 | 4.739 | 5.306 |